# Infogram
Infogram este o platformă de vizualizare de date și infografică bazată pe web, creată în Riga, Letonia. 
Infogram permite oamenilor să facă și să distribuie diagrame digitale, infografice și hărți. El oferă un editor intuitiv WYSIWYG care convertește datele utilizatorilor în infografice care pot fi publicate, încorporate sau partajate. Utilizatorii nu au nevoie de abilități de codificare pentru a utiliza acest instrument; utilizatorii includ pagini de știri, echipe de marketing, pagini guvernamentale, educatori și studenți. 
Compania care a creat Infogram, numită tot Infogram, a fost înființată în 2012 în Riga, Letonia și are un birou și în San Francisco. În octombrie 2017, Infogram declară 3 milioane de utilizatori care au creat grafice și infografice, vizualizate de peste 1,5 miliarde de ori.
Infogramul a fost cumpărat de Prezi, o companie de software de prezentare bazată pe web, în mai 2017. 

## Istoric
Infograma a fost înființată în februarie 2012 în Riga, Letonia de Uldis Leiterts, Raimonds Kaže și Alise Dīrika . 
În ianuarie 2013, Infogram a câștigat concursul internațional Hy Berlin. Pe terenul său, CEO-ul Inflog, Uldis Leiterts, a anunțat că compania a creat mai multe templates și că a colaborat cu Microsoft pentru a integra platforma sa în versiunea contemporană a Microsoft Office. 
Compania a câștigat, de asemenea, premiul Kantar Information Is Beautiful Award din 2013, care "sărbătorește excelența și frumusețea în vizualizările de date, infografice, interacțiunile și informația."  
În decembrie 2014, Infogram a achiziționat blogul de vizualizare a datelor din Brazilia, Visualoop. 
Într-un efort de a extinde vânzările și marketingul în SUA, Infogram a obținut finanțare de 1,8 milioane de dolari în februarie 2014. Anunțul a fost făcut la TechChill, o conferință de lansare pentru Baltica din Riga, Letonia. La vremea respectivă, finanțarea era considerată a fi cea mai mare până în prezent pentru companie. 
Infogram a câștigat premiul național de design din Letonia din 2017. 

## Achiziționarea de către Prezi
Prezi, o companie de software de prezentare bazată pe web, a achiziționat Infogram în mai 2017. Infogram este acum o filială deținută în totalitate de Prezi. 
Infogram a fost clasată pe locul 1 pe lista Forbes "Cele mai bune instrumente infografice pentru anul 2017", care a fost publicată în septembrie 2017. 
În octombrie 2017, Infogram a anunțat o nouă versiune a platformei sale de vizualizare a datelor, inclusiv un editor de drag-and-drop, peste 40 de modele noi de designer și suport social media. 